# Iglesia del Beato Florentino Asensio
La iglesia del Beato Florentino Asensio es un templo moderno ubicado en la parroquia homónima de Valladolid. Se encuentra en el barrio de Parque Alameda, al sur de la capital. 

## Historia y estilo
Entre 2004 y 2006 se construyó el templo en una parcela triangular de 1.156,45 m² en el barrio de Parque Alameda, limitada por las calles Vega Sicilia, Campo Charro y otra peatonal que las enlaza. La construcción, además del templo, incluye vivienda y diversas salas de reunión.